# Gennaro Bracigliano
Gennaro Bracigliano (* 1. März 1980 in Forbach) ist ein französischer ehemaliger Fußballspieler auf der Position des Torwarts, der seit dem Ende seiner Spielerkarriere als Trainer aktiv ist. Seine Karriere verbrachte er hauptsächlich in Frankreich sowie in Indien und ist seit 2019 Torwarttrainer bei seinem früheren Jugendverein AS Nancy, für den er auch bereits als Spieler aktiv war. Sein Onkel Vincent Bracigliano war ebenfalls Fußballprofi.

## Karriere
Braciglianos erster Verein war der FC L’Hôpital. Dort spielte er bis 1996, ehe er in den Nachwuchs der AS Nancy wechselte. Dort bekam er 1999 seinen ersten Profivertrag. Zwischenzeitlich an CS Louhans-Cuiseaux sowie SCO Angers verliehen eroberte er sich in den folgenden Jahren einen Stammplatz bei der AS, mit dem er 2006/07 und 2008/09 auch im UEFA-Pokal spielte. Zur Saison 2011/12 wechselte er dann zu Olympique Marseille. Am 13. März 2012 machte er sein erstes Spiel in der Champions League, als er im Achtelfinal-Rückspiel gegen Inter Mailand in der Nachspielzeit für André Ayew eingewechselt wurde. Stammtorwart Steve Mandanda hatte nach einer Notbremse die rote Karte gesehen. Bracigliano konnte den Strafstoß nicht halten. Trotzdem zog Marseille in die nächste Runde ein.
Am 21. August 2014 wurde er von dem ISL-Franchise Chennaiyin FC verpflichtet. Er wechselte innerhalb der Liga; danach beschloss er in drei Spielzeiten beim FC Lunéville seine aktive Karriere.
Bracigliano war bereits als Torwarttrainer während seiner aktiven Zeit beim NorthEast United FC und als Jugendtrainer bei Lunéville aktiv gewesen. Seit 2019 ist er Torwarttrainer beim AS Nancy.